# Sharla Boehm
Sharla Boehm, rodným jménem Sharla Perrine, (1929 Seattle – duben 2023) byla americká informatička, která se v šedesátých letech dvacátého století během práce pro RAND Corporation stala průkopnicí v oblasti přepojování paketů.

## Životopis
Sharla Boehm se narodila v roce 1929 v Seattlu. O tři roky později se s rodinou přestěhovala do Santa Monicy. Po absolvování studia matematiky na Kalifornské univerzitě v Los Angeles učila matematiku a vědy na školách v Santa Monice. V roce 1959 začala pracovat pro RAND Corporation.
V roce 1964 spolu s Paulem Baranem vydala vědeckou práci On Distributed Communications: II. Digital Simulation of Hot-Potato Routing in a Broadband Distributed Communications Network. Jako spoluautorka této práce napsala ve Fortranu simulace, které dokazovaly, že přepojování paketů by mohlo ve skutečnosti fungovat.
Baran ve své knize RAND and the Information Evolution popsal, jak Boehm prováděla rozličné simulace v různých podmínkách. Tyto simulace dokazovaly, že protokoly směrovaly data efektivně. Konkrétně bylo například objeveno, že pokud je polovina sítě mimo provoz, zbývající část se reorganizuje a během méně než jedné sekundy začne opět směrovat.
V roce 1996 Barry Boehm ve své práci An Early Application Generator and Other Recollections uvedl, že Sharla Boehm „s Paulem Baranem vyvinula původní simulaci sítě s přepojováním paketů“. Díky tomuto objevu Baran získal místo ve výzkumné skupině ARPANETu.